# Miguel Auza
Miguel Auza är en ort i Mexiko.   Den ligger i kommunen Miguel Auza och delstaten Zacatecas, i den centrala delen av landet, 700 km nordväst om huvudstaden Mexico City. Miguel Auza ligger 1 965 meter över havet och antalet invånare är 12 685.
Terrängen runt Miguel Auza är platt åt nordost, men åt sydväst är den kuperad. Runt Miguel Auza är det ganska glesbefolkat, med 43 invånare per kvadratkilometer. Närmaste större samhälle är Juan Aldama, 5,9 km öster om Miguel Auza. Omgivningarna runt Miguel Auza är i huvudsak ett öppet busklandskap.